# Kunigunde von Rapperswil
Kunigunde von Rapperswil († 4. Jh. in Rapperswil) soll der Legende nach eine Begleiterin der Heiligen Ursula von Köln gewesen sein und bei der Rückreise von Rom in Rapperswil gestorben sein. Sie ist eine Heilige der römisch-katholischen Kirche.

## Kurzbiografie

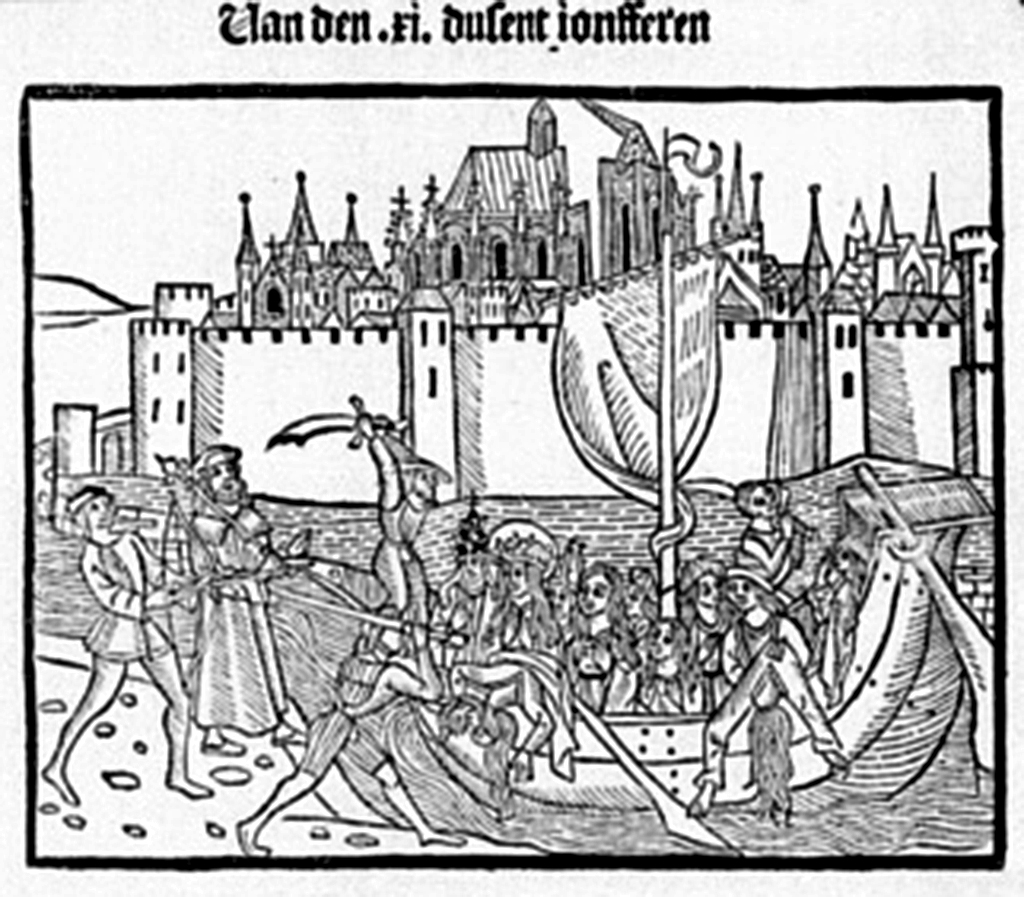
Martyrium der Ursula und ihrer Gefährtinnen in einem Holzschnitt von 1499

Kunigunde soll im 4. Jahrhundert in Eichsel bei Rheinfelden gelebt haben. Am 16. Juni 1504 hat Kardinal Raimondo Peraudi die Gebeine von Kunigunde zusammen mit denen der Mechtund und Wibrandis in Eichsel feierlich erhoben. Noch heute findet in Eichsel an ihrem Festtag eine Reliquienprozession statt, und die Wallfahrt, der sogenannte Eichsler Umgang, währt bis heute. 
Kunigunde wird als Patronin der Blinden und der Lahmen verehrt.

## Legende
Nach der Legenda aurea sollte die bretonische Königstochter Ursula von Köln den Aetherius heiraten, Sohn des heidnischen Königs von England. Sie willigt ein, stellt allerdings drei Bedingungen, die der Bräutigam auch erfüllt: Innerhalb einer Frist von drei Jahren soll Prinz Aetherius getauft werden; eine Schar von zehn Gefährtinnen und 11.000 weiteren Jungfrauen soll zusammengestellt und eine gemeinsame Wallfahrt per Schiff nach Rom unternommen werden. 
Dort schließen sich ihnen der (nicht historisch belegte) Papst Cyriacus sowie (in einigen Versionen der Legende) einige Bischöfe und Kardinäle an. In einem Traum wird Ursula das Martyrium verkündigt. In Köln werden alle Pilger von den Hunnen getötet, die die Stadt belagern. Der Prinz der Hunnen verliebt sich allerdings in Ursula und bietet ihr an, sie zu verschonen und zu heiraten. Als sie ablehnt, tötet er sie durch einen Pfeilschuss.
Zu ihren Begleiterinnen zählt die heilige Cordula, die sich beim Angriff der Hunnen zunächst versteckt, sich dann jedoch auch dem Martyrium stellt.

## Gedenken
- Ihr Gedenktag ist der 16. Juni.[2]